# Modern Physics Letters A
Modern Physics Letters A is een internationaal, aan collegiale toetsing onderworpen wetenschappelijk tijdschrift op het gebied van de
mathematische fysica,
kernfysica en
deeltjesfysica.
De naam wordt in literatuurverwijzingen meestal afgekort tot Mod. Phys. Lett.
Het wordt uitgegeven door World Scientific.
Het eerste nummer verscheen in 1986.